# Bakhodir Kurbanov
Pour les articles homonymes, voir Kurbanov.
Bakhodir Kurbanov, né le 5 décembre 1972 à Ishtikhon en République socialiste soviétique d'Ouzbékistan, est un lutteur ouzbek, disputant des compétitions de lutte gréco-romaine.

## Biographie
Médaillé de bronze des Jeux asiatiques de 1994 en catégorie des moins de 62 kg, il remporte en 1995 la médaille d'argent dans cette catégorie aux Championnats d'Asie. Il participe aux Jeux olympiques d'été de 1996, terminant seizième en moins de 62 kg. Il est médaillé d'argent aux Jeux asiatiques de 1998 et aux Championnats d'Asie de 1999, avant d'être sacré champion d'Asie en 2000. Cette même année, il termine cinquième des Jeux olympiques d'été de Sydney.
Il est le mari de la gymnaste Oksana Chusovitina.